# Camaralet de Lasseube
Camaralet de Lasseube ist eine autochthone weiße Rebsorte der Weinbauregion Sud-Ouest im Südwesten Frankreichs. Die äußerst seltene Rebe (im Jahr 2000 wurden insgesamt 0,26 Hektar bestockte Rebfläche erhoben) wird noch in den Appellationen Béarn und Jurançon angebaut. Die Beeren haben ein ausgewogenes Zucker/Säure-Verhältnis und ergeben feine, trockene Weißweine, die ideale Verschnittpartner für die Sorten Gros Manseng und Petit Manseng darstellen. Im Rahmen einer Erhaltungszucht wurden sieben Klone selektiert.
Eine im Jahr 2007 veröffentlichte Studie belegt, das die Rebsorten Arrouya, Camaralet de Lasseube, Camaraou Blanc, Camaraou Noir und Penouille genetisch sehr eng miteinander verwandt sind.
1998 wurden die Klone 1023 und 1024 für den Anbau von Qualitätsweinen zugelassen.
Siehe auch den Artikel Weinbau in Frankreich sowie die Liste von Rebsorten.

## Ampelographische Sortenmerkmale
In der Ampelographie wird der Habitus folgendermaßen beschrieben:
- Die Triebspitze ist offen. Sie ist weißwollig behaart. Die gelblichen Jungblätter sind leicht flammig behaart
- Die Blätter sind fünflappig (siehe den Artikel Blattform). Die Stielbucht ist lyrenförmig offen. Das Blatt ist stumpf gezahnt. Die Zähne sind im Vergleich zu anderen Sorten klein und eng gesetzt.
- Die konus- bis walzenförmige Traube ist klein. Die rundlichen Beeren sind ebenfalls klein.

Die wuchskräftige Rebsorte neigt aufgrund ihrer weiblichen Blüten zu starkem Verrieseln. Die Erträge sind in der Folge gering. Camaralet de Lasseube reift ca. 20 – 25 Tage nach der Rebsorte Gutedel und gehört damit zu den Rebsorten der späten zweiten Reifungsperiode (siehe das Kapitel im Artikel Rebsorte). Sie zählt damit zu den mittelspätreifenden Sorten. Camaralet de Lasseube ist eine Varietät der Edlen Weinrebe (Vitis vinifera). Sie besitzt lediglich weibliche Blüten und ist somit nicht selbstfruchtend. Beim Weinbau entsteht der ökonomische Nachteil, keinen Ertrag liefernde, männliche Pflanzen anbauen zu müssen.

## Synonyme
Camaralet de Lasseube ist auch unter den Namen Camaralet, Camaralet blanc, Camaralet à Fleurs Femelles, Camarau, Gentil aromatique, Moustardet und Petit Camarau bekannt.